# 谷宇龄
谷宇龄（1504年—？），字道延，號龍岩，河南开封府祥符縣（今屬開封市）人，軍籍。明朝政治人物，同進士出身。

## 生平
嘉靖四年（1525年）乙酉科河南乡试第一名舉人，嘉靖十四年（1535年）登乙未科会试二百六十名，廷试三甲五十九名進士，曾接替倪光荐任华亭县知县一职，嘉靖四十年（1561年）由陈邦颜接任。十九年任鳳陽府儒學教授，任湖廣鄉試副主考。仕至凤阳府通判致仕。

## 家族
曾祖谷清。祖父谷高，壽官。父谷廷臣，仪宾。母新平县主；继母李氏。慈侍下。